# Paradoxo de Parrondo
Paradoxo de Parrondo é um paradoxo da teoria dos jogos que preza que uma combinação de duas estratégias perdedoras produz uma estratégia vencedora. Uma descrição mais explicativa é:
Existem pares de jogos, cada um com uma maior probabilidade de perder do que ganhar, para o qual é possível construir uma estratégia vencedora jogando os jogos alternadamente.
O paradoxo tem esse nome em homenagem ao seu criador, o físico espanhol Juan Parrondo, que o descobriu em 1996. Parrondo criou o paradoxo em relação à sua análise da catraca browniana, um experimento mental em uma máquina que supostamente pode extrair energia de movimentos de calor aleatórios, popularizado pelo físico Richard Feynman. No entanto, o paradoxo desaparece quando rigorosamente analisado. Estratégias vencedoras que consistem em uma combinação de estratégias perdidas foram exploradas na biologia antes da publicação do paradoxo de Parrondo. Mais recentemente, os problemas da biologia evolutiva e da ecologia foram modelados e explicados em termos de paradoxo.
O paradoxo de Parrondo é amplamente utilizado na teoria dos jogos, e sua aplicação à engenharia, dinâmica populacional, risco financeiro, etc. O paradoxo de Parrondo.